# Wahlen (Kirtorf)
Wahlen ist ein Stadtteil von Kirtorf im Norden des mittelhessischen Vogelsbergkreis.

## Geographie
Wahlen liegt nordöstlich von Kirtorf. Im Ort treffen sich die Landesstraßen 3070 und 3071.

## Ortsgeschichte

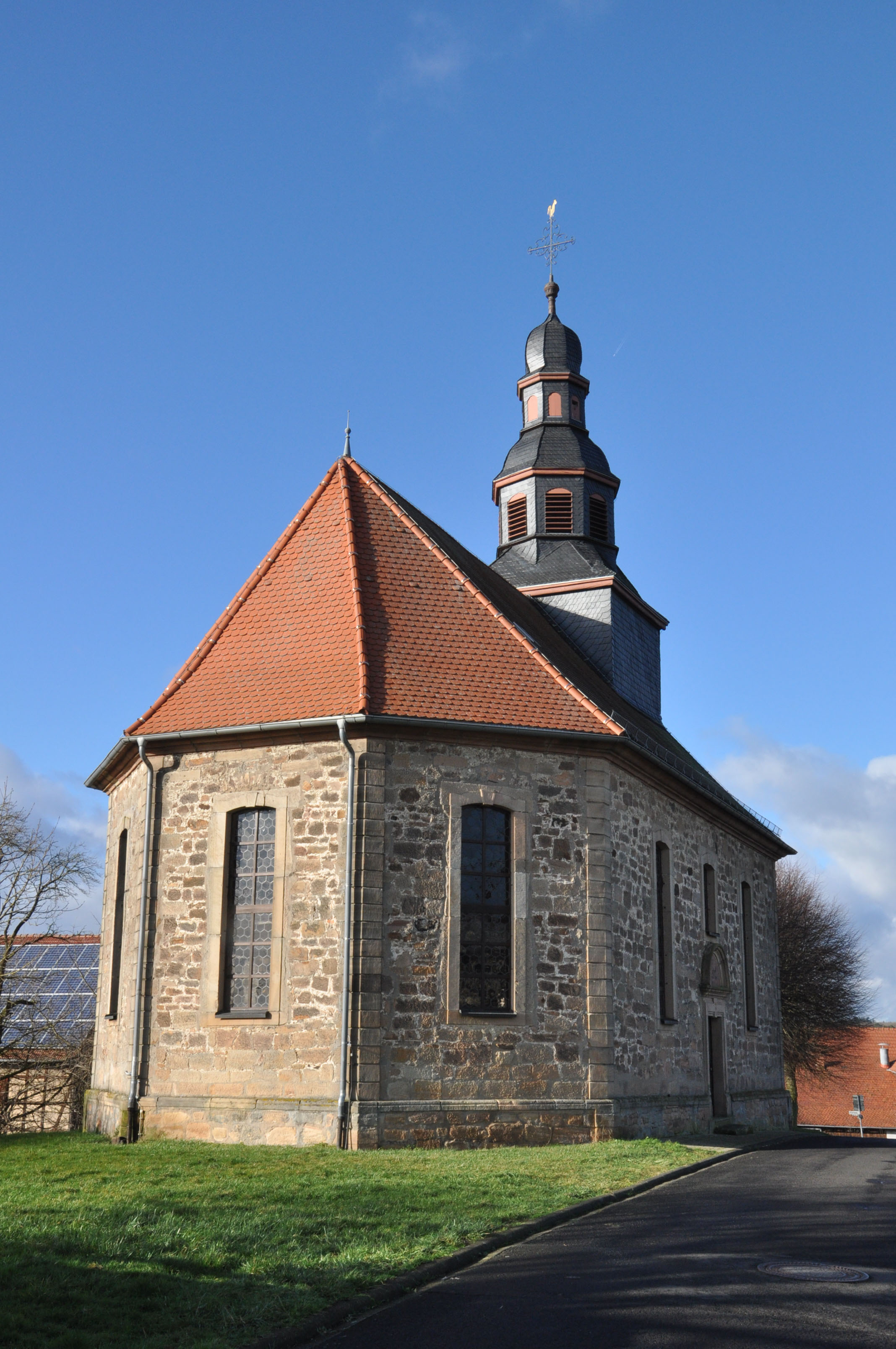
Evangelische Kirche

### Mittelalter
Erstmals schriftlich erwähnt wurde ein Ortsadliger im Jahre 1297 als „Gerlacus de Walhen“. Dies ist zugleich auch die Ersterwähnung des Ortes. Eine weitere Urkunde aus dem Jahre 1297 nennt „ad villam Walhen ... Conradi de Walhen.“ (zum Dorf Wahlen ... Conrad von Walhen). Hier wird erstmals die Siedlungsform Dorf für den Ort erwähnt.
Dann heißt es 1371 „vnse gut czu Walen.“ 1574 wird der Ort „Wahln“ genannt. Der Ortsname wird unterschiedlich gedeutet. Entweder leitet es sich von dem ahd. Wort „Walh“, mhd. „Welch“ ab, was Romane bedeutet oder es ist die Siedlung eines Walho.
Der Ort gehörte seit Ende des 14. Jahrhunderts zum Eußergericht und war ein Kondominium der Landgrafschaft Hessen und der Schenck zu Schweinsberg:

„Eußer Gericht (L. Bez. Kirtorf) Landstrich; enthält die Orte Arnshain, Bernsburg, Erbenhausen, Lehrbach, Obergleen und Wahlen, welche nun zum Bez. Kirtorf gehören. Die Gerichtsbarkeit erster Instanz stehet dem Staate und den Freiherrn von Schenk, Ganerben zu Schweinsberg, gemeinschaftlich zu. Die streitige Gerichtsbarkeit wird zu Homberg auf bestimmte Amtstage von dem Landrichter und dem von Schenkischen Amtsverweser gemeinschaftlich, hingegen die polizeilichen und andere Administrativ-Geschäfte ausschließend von dem Landrath ausgeübt. – Das Nassauische Haus hatte einen Antheil an dem Eußer Gericht erworben, und belehnte nachmals die Schenke von Schweinsberg damit. Die oben genannten Orte gehörten zum Amte Kirtorf. Anderwärts wie in Alsfeld, Romrod etc. wurde das Gericht aus Schöffen der Stadt und der Dörfer zusammengesetzt; da aber Kirtorf ausschließend den Grafen von Ziegenhain gehörte und nachher an die Landgrafen kam, an den obigen Orten aber die Schenke Antheil hatten, so konnte hier ein Gericht in der Art nicht gebildet werden, daher man das Gericht in Kirtorf (inneres Gericht) von dem der Dörfer (äußeres Gericht) unterschied. Auf diese Weise ist die Benennung Eußer Gericht entstanden, welcher Sprachgebrauch sich jedoch in neuern Zeiten ziemlich verloren hatte, und nun durch die letzte Organisation sich ganz verlieren muß.“

Vermutlich wurde schon 1207 eine Kirche erbaut. Ein Neubau im 18. Jahrhundert konnte wegen des ungeeigneten Untergrundes nicht mehr in der Ortsmitte erfolgen und erfolgte daher oberhalb des Dorfes. 1780 wurde das neue Gotteshaus eingeweiht. Es steht heute unter Denkmalschutz.

### Neuzeit
Die Statistisch-topographisch-historische Beschreibung des Großherzogthums Hessen berichtet 1830 über Wahlen:

„Wahlen (L. Bez. Kirtorf) evangel. Pfarrdorf; liegt 1 St. von Kirtorf, und gehört zum Eußer Patrimonialgericht des Freiherrn von Schenk, in welchem die Gerichtsbarkeit in erster Instanz dem Staate und der Familie von Schenk gemeinschaftlich zustehet. Der Ort zählt 74 Häuser und 417 evangelische Einwohner. Wahlen hat eine ausgedehnte Gemarkung, und man findet in derselben etwas Eisensteine, die früher benutzt worden sind, Basaltsteine und viele Sandsteinblöcke. Nordöstlich von Wahlen, gegen Bernsburg, dehnt sich ein stundenlanges Feld aus, das vordem die Gemarkung von zwei Ortschaften, Haustädten und Watzenrode, war. Watzenrod bezeichnen noch Brunnen, so wie auch der vormalige Begräbnißplatz, durch das Auffinden von Ueberresten entdeckt worden ist. Wahlen war sonst ein reicher und wohlhabender Ort; jetzo ist er, trotz der fruchtbaren Gemarkung, arm, und unterliegt einer Privatschuldenlast. Ich kann nicht umhin, das im Auszuge anzuführen, was über letztern Punkt ein sehr unterrichtet scheinender Mann unterm 30. April 1828 sagt: „Es ist eine traurige Wahrheit, daß dermalen über 1⁄4 der Ortsbürger concurs, und gewiß über 1⁄4 weiter überschuldet ist. Die Ursache dieser Vermögenszerrüttung dürfte sich herschreiben, von den allzuhohen Güteranschlägen, bei Uebergaben, luxuriöse Lebensart etc. Die Concurse haben das allmählige Herabsinken des Güterwerths herbeigeführt, so daß Niemand mehr kauft noch pachtet. Diesem in der Vergangenheit erzeugten Uebel kann nur dadurch begegnet werden, wenn Watzenrod wieder aus seinem Schutte hervorginge. Man rufe 4 – 6 vermögende Oekonomen auf, sich hier anzubauen. Durch den Ankauf dieses großen Feldes, welches dermalen als verwaist angesehen wird, würde der Güterwerth in Wahlen gehoben, und der Staat in Kurzem einen neuen blühenden Ort mehr haben. Möchte diese Schilderung die Aufmerksamkeit der hohen und höchsten Staatsbehörden auf sich ziehen und eine genaue Prüfung zur Folge haben“.“

Am 31. Dezember 1971 wurde die bis dahin selbständige Gemeinde Wahlen im Zuge der Gebietsreform in Hessen kraft Landesgesetz in die Stadt Kirtorf eingegliedert.

### Verwaltungsgeschichte im Überblick
Die folgende Liste zeigt die Staaten und Verwaltungseinheiten, denen Wahlen angehört(e):
- vor 1567: Heiliges Römisches Reich, Landgrafschaft Hessen
- ab 1567: Heiliges Römisches Reich, Landgrafschaft Hessen-Marburg, Amt Kirtorf (Eußergericht je zur Hälfte den Landgrafen und den Schencken zu Schweinsberg)[14]
- 1604–1648: Heiliges Römisches Reich, strittig zwischen Landgrafschaft Hessen-Darmstadt und Landgrafschaft Hessen-Kassel (Hessenkrieg)
- ab 1604: Heiliges Römisches Reich, Landgrafschaft Hessen-Darmstadt, Oberamt Alsfeld, Amt Kirtorf (Eußergericht)
- ab 1806: Großherzogtum Hessen,[Anm. 2] Fürstentum Oberhessen, Amt Kirtorf (Eußergericht)[15][16]
- ab 1815: Großherzogtum Hessen, Provinz Oberhessen, Amt Romrod, (Eußergericht)[17]
- ab 1821: Großherzogtum Hessen, Provinz Oberhessen, Landratsbezirk Kirtorf[18][Anm. 3]
- ab 1832: Großherzogtum Hessen, Provinz Oberhessen, Kreis Alsfeld
- ab 1848: Großherzogtum Hessen, Regierungsbezirk Alsfeld
- ab 1852: Großherzogtum Hessen, Provinz Oberhessen, Kreis Alsfeld
- ab 1867: Norddeutscher Bund, Großherzogtum Hessen, Provinz Oberhessen, Kreis Alsfeld
- ab 1871: Deutsches Reich, Großherzogtum Hessen, Provinz Oberhessen, Kreis Alsfeld
- ab 1918: Deutsches Reich, Volksstaat Hessen, Provinz Oberhessen, Kreis Alsfeld
- ab 1938: Deutsches Reich, Volksstaat Hessen, Landkreis Alsfeld[19][Anm. 4]
- ab 1945: Deutsches Reich, Amerikanische Besatzungszone,[Anm. 5] Groß-Hessen, Regierungsbezirk Darmstadt, Landkreis Alsfeld
- ab 1946: Deutsches Reich, Amerikanische Besatzungszone, Hessen, Regierungsbezirk Darmstadt, Landkreis Alsfeld
- ab 1949: Bundesrepublik Deutschland, Hessen, Regierungsbezirk Darmstadt, Landkreis Alsfeld
- ab 1972: Bundesrepublik Deutschland, Hessen, Regierungsbezirk Darmstadt, Vogelsbergkreis, Stadt Kirtorf
- ab 1981: Bundesrepublik Deutschland, Hessen, Regierungsbezirk Gießen, Vogelsbergkreis, Stadt Kirtorf

### Gerichtszugehörigkeit seit 1803
In der Landgrafschaft Hessen-Darmstadt wurde mit Ausführungsverordnung vom 9. Dezember 1803 das Gerichtswesen neu organisiert. Für die Provinz Oberhessen wurde das Hofgericht Gießen als Gericht der zweiten Instanz eingerichtet. Die Rechtsprechung der ersten Instanz wurde durch die Ämter bzw. Standesherren vorgenommen und somit war für Wahlen das Eußergericht zuständig.
Nach der 1806 erfolgten Erhebung von Hessen-Darmstadt zum Großherzogtum wurden die Aufgaben der ersten Instanz 1821 im Rahmen der Trennung von Rechtsprechung und Verwaltung auf die neu geschaffenen Landgerichte übertragen. „Landgericht Homberg an der Ohm“ war daher von 1821 bis 1879 die Bezeichnung für das erstinstanzliche Gericht in Homberg an der Ohm, das für Wahlen zuständig war. Die Freiherren Schenck zu Schweinsberg verzichteten am 13. März 1822 auf ihre Polizei- und anderen administrative Rechte zugunsten der Landesbehörden. Im Landgericht Homberg wurden die Rechtsprechung weiter gemeinschaftlich ausgeübt. Erst infolge der Märzrevolution 1848 wurden mit dem „Gesetz über die Verhältnisse der Standesherren und adeligen Gerichtsherren“ vom 15. April 1848 die standesherrlichen Sonderrechte endgültig aufgehoben.
Anlässlich der Einführung des Gerichtsverfassungsgesetzes mit Wirkung vom 1. Oktober 1879, infolge derer die bisherigen großherzoglich hessischen Landgerichte durch Amtsgerichte an gleicher Stelle ersetzt wurden, während die neu geschaffenen Landgerichte nun als Obergerichte fungierten, kam es zur Umbenennung in „Amtsgericht Homberg an der Ohm“ und Zuteilung zum Bezirk des Landgerichts Gießen. Am 15. Juni 1943 wurde das Gericht zur Zweigstelle des Amtsgerichtes Alsfeld, aber bereits mit Wirkung vom 1. Juni 1948 wieder in ein Vollgericht umgewandelt. Am 1. Juli 1968 erfolgte die Auflösung des Amtsgerichts Homberg und Wahlen wurde dem Bereich des Amtsgerichts Kirchhain zugeteilt.

### Einwohnerentwicklung
| • 1791: | 344 Einwohner            |
| • 1800: | 375 Einwohner            |
| • 1806: | 395 Einwohner, 66 Häuser |
| • 1829: | 417 Einwohner, 74 Häuser |
| • 1867: | 470 Einwohner, 80 Häuser |

| Wahlen: Einwohnerzahlen von 1791 bis 2015 | Wahlen: Einwohnerzahlen von 1791 bis 2015 | Wahlen: Einwohnerzahlen von 1791 bis 2015 | Wahlen: Einwohnerzahlen von 1791 bis 2015 | Wahlen: Einwohnerzahlen von 1791 bis 2015 |
| --- | ----------------------------------------- | ----------------------------------------- | ----------------------------------------- | ----------------------------------------- |
| Jahr |                                           |                                           |                                           | Einwohner                                 |
| 1791 | 1791                                      |                                           | 344                                       | 344                                       |
| 1800 | 1800                                      |                                           | 375                                       | 375                                       |
| 1806 | 1806                                      |                                           | 395                                       | 395                                       |
| 1829 | 1829                                      |                                           | 417                                       | 417                                       |
| 1834 | 1834                                      |                                           | 434                                       | 434                                       |
| 1840 | 1840                                      |                                           | 452                                       | 452                                       |
| 1846 | 1846                                      |                                           | 462                                       | 462                                       |
| 1852 | 1852                                      |                                           | 473                                       | 473                                       |
| 1858 | 1858                                      |                                           | 443                                       | 443                                       |
| 1864 | 1864                                      |                                           | 465                                       | 465                                       |
| 1871 | 1871                                      |                                           | 435                                       | 435                                       |
| 1875 | 1875                                      |                                           | 412                                       | 412                                       |
| 1885 | 1885                                      |                                           | 459                                       | 459                                       |
| 1895 | 1895                                      |                                           | 459                                       | 459                                       |
| 1905 | 1905                                      |                                           | 442                                       | 442                                       |
| 1910 | 1910                                      |                                           | 460                                       | 460                                       |
| 1925 | 1925                                      |                                           | 447                                       | 447                                       |
| 1939 | 1939                                      |                                           | 441                                       | 441                                       |
| 1946 | 1946                                      |                                           | 666                                       | 666                                       |
| 1950 | 1950                                      |                                           | 668                                       | 668                                       |
| 1956 | 1956                                      |                                           | 490                                       | 490                                       |
| 1961 | 1961                                      |                                           | 471                                       | 471                                       |
| 1967 | 1967                                      |                                           | 453                                       | 453                                       |
| 1970 | 1970                                      |                                           | 457                                       | 457                                       |
| 1980 | 1980                                      |                                           | ?                                         | ?                                         |
| 1990 | 1990                                      |                                           | ?                                         | ?                                         |
| 2000 | 2000                                      |                                           | ?                                         | ?                                         |
| 2011 | 2011                                      |                                           | 387                                       | 387                                       |
| 2015 | 2015                                      |                                           | 367                                       | 367                                       |
| Datenquelle: Historisches Gemeindeverzeichnis für Hessen: Die Bevölkerung der Gemeinden 1834 bis 1967. Wiesbaden: Hessisches Statistisches Landesamt, 1968. Weitere Quellen: ; Stadt Kirdorf: Stadtteile im Webarchiv; Zensus 2011 |                                           |                                           |                                           |                                           |

### Historische Religionszugehörigkeit
| • 1829: | 417 evangelische (= 100 %) Einwohner                                 |
| • 1961: | 431 evangelische (= 91,51 %) und 36 katholische (= 7,64 %) Einwohner |

## Politik
Ortsvorsteher ist Sören Stumpf.